# Jonathan Birch
Jonathan Birch (* 15. Februar 1968 in Middlesbrough) ist ein ehemaliger englischer Snookerspieler, der nach dem Gewinn der U21-Amateurweltmeisterschaft 1987 zwischen 1990 und 2005 fünfzehn Jahre als Profispieler verbrachte und in dieser Zeit zum einen sowohl das Halbfinale des Dubai Classic 1993 als auch das Halbfinale der Benson and Hedges Championship 1992 und zum anderen den 42. Rang der Snookerweltrangliste erreichte.

## Karriere

### Amateurkarriere
Birch wurde 1968 im englischen Middlesbrough geboren. 1984 wurde er nationaler U19-Vize-Meister im English Billiards. Als Snookerspieler machte er erstmals auf sich aufmerksam, als er zwischen 1985 und 1987 bei insgesamt vier Ausgaben der WPBSA Pro Ticket Series teilnahm, wobei eine Teilnahme am Viertelfinale des zweiten Events, an dem er teilnahm, sein bestes Ergebnis war. Noch im selben Jahr nahm er am nördlichen Qualifikationswettbewerb der English Amateur Championship teil, wo er das Finale erreichte, dort jedoch mit 6:8 gegen Mark Rowing verlor. Kurze Zeit später erreichte Birch zudem das Finale der U21-Amateurweltmeisterschaft, in dem er sich mit 5:1 gegen Stefan Mazrocis durchsetzte. Nachdem er 1988 zuerst im Viertelfinale des nördlichen Qualifikationswettbewerb der englischen Meisterschaft gegen Euan Henderson verloren hatte, nahm er an den Dutch Open teil und besiegte dort Dean Reynolds und John Parrott, bevor er im Finale den zweifachen Profi-Weltmeister Alex Higgins mit 6:2 besiegte.
Im selben Jahr nahm Ferguson erneut an zwei Events der WPBSA Pro Ticket Series teil und erreichte dabei beim dritten Event des Jahrgangs das Finale, unterlag aber Jason Ferguson. Im Amateursektor nahm er an der Snookereuropameisterschaft teil, bei der er trotz vier Siegen aus sechs Spielen in der Gruppenphase ausschied. Im Jahr 1989 versuchte Ferguson zum einen sein Glück bei den Professional Play-offs und verlor dort sein Auftaktspiel gegen Brady Gollan und zum anderen erneut beim nördlichen Qualifikationswettbewerb der English Amateur Championship, wo er sich vermutlich im Halbfinale Nigel Bond geschlagen geben musste.
Noch im selben Jahr nahm Birch erneut an der WPBSA Pro Ticket Series teil und erreichte beim ersten Event des Jahrganges das Halbfinale, in dem er sich Jason Prince geschlagen geben musste. Wenige Monate später gelang ihm beim dritten Event unter anderem mit einem Sieg über Peter Lines der Einzug ins Finale, das er mit 5:4 gegen Drew Henry gewann und sich somit für eine Profikarriere qualifizierte. Kurze Zeit später gelang ihm zudem ungeschlagen der Einzug ins Finale der Amateurweltmeisterschaft, in dem er sich allerdings deutlich mit 2:11 dem Iren Ken Doherty geschlagen geben musste. Zur Saison 1990/91 wurde Birch schließlich Profispieler.

### Erste Profijahre
Birchs erste Profisaison verlief für ihn sehr erfolgreich, als er lediglich bei drei Turnieren nicht über die Runde der letzten 96 hinauskam und bei jeweils drei weiteren Turnieren die Runde der letzten 64 beziehungsweise die Runde der letzten 32 erreichte. Zudem erreichte er sowohl beim Einzelwettbewerb der Männer beim World Masters, einem Turnier ohne Einfluss auf die Weltrangliste, als auch bei der UK Championship das Achtelfinale, in dem er sich Steve Longworth und Nigel Bond geschlagen geben musste. Auf der Weltrangliste platzierte sich Birch infolgedessen auf Rang 55. In der nächsten Saison konnte Birch jedoch nur begrenzt an seine Ergebnisse der vorherigen Saison anschließen, als er in nur zwei von acht Turnieren über die Runde der letzten 64 hinauskam. So zog er bei den European Open mit Siegen über Marcel Gauvreau und Eddie Charlton in die Runde der letzten 32 ein und schied gegen John Parrott aus, während er zuvor bei den Strachan Open die Engländer Bob Harris und Willie Thorne sowie erneut Eddie Charlton besiegt hatte, ehe er im Achtelfinale Nigel Bond unterlag. Dennoch verbesserte er sich um elf Plätze auf Rang 44.
Auch während der Saison 1992/93 schied Birch bei zehn von dreizehn Turnieren spätestens in der Runde der letzten 32 aus. Seine übrigen drei Ergebnisse verteilten sich vollständig auf sogenannte Minor-ranking-Turniere, die also keine vollwertigen Weltranglistenturniere waren, aber dennoch einen geringen Einfluss auf die Weltrangliste hatten. Dabei erreichte er beim dritten Event der Strachan Challenge das Achtelfinale, beim ersten Event derselben Turnierserie das Viertelfinale und bei der Benson & Hedges Championship das Halbfinale, in dem er gegen Alan McManus verlor. Auf der Weltrangliste konnte er somit sich auf seinem 44. Rang halten. In der folgenden Saison verschlechterten sich Birchs Ergebnisse jedoch insofern, als er lediglich bei drei Turnieren die Runde der letzten 64 erreichte und dabei bei der UK Championship auch in dieser Runde ausschied. Während ihm bei den Welsh Open der Einzug in die Runde der letzten 32 gelang und er dort Ken Doherty unterlag, zog er beim Dubai Classic unter anderem mit Siegen über Mike Hallett, Dennis Taylor und Terry Griffiths ins Viertelfinale ein, in dem er sich mit einem klaren 0:5 Stephen Hendry geschlagen geben musste. Trotz dieses Erfolgs rutschte er auf der Weltrangliste auf Rang 50 ab.

### Aufstieg auf Rang 42
Im Verlaufe der Saison 1994/95 verlor Birch bei sechs von neun Turnieren sein Auftaktspiel in der Runde der letzten 96. Davon abgesehen schied er beim Dubai Classic in der Runde der letzten 64, bei den Thailand Open in der Runde der letzten 48 und bei den British Open nach einem Sieg über Tony Drago in der Runde der letzten 32 aus. Dadurch rutschte er auf der Weltrangliste auf Rang 63 ab. Etwas besser verlief die nächste Saison, in der Birch bei fünf von elf Turnieren sein Auftaktspiel gewinnen konnte, jedoch in vier Fällen in der daraufhin folgenden Runde der letzten 64 ausschied. Lediglich bei den German Open erreichte er mit Siegen über Shokat Ali und Ian McCulloch die Runde der letzten 48, in der er sich Neal Foulds geschlagen geben musste. Auf der Weltrangliste verschlechterte er sich somit um einen Rang auf Platz 64.
Doch zur Saison 1996/97 folgte eine Formsteigerung, als er nur drei Auftaktspiele verlor und dafür vier Mal in der Runde der letzten 64 und zwei weitere Male in der Runde der letzten 48 ausschied. Zudem erreichte er beim Grand Prix die Runde der letzten 32 sowie bei den European Open mit Siegen über Patrick Wallace, Wayne Jones, Neal Foulds und Dave Harold das Achtelfinale und verlor beim ersten Turnier gegen Euan Henderson und beim zweiten gegen Stephen Hendry. Auf der Weltrangliste verbesserte er sich somit um fast zwanzig Plätze auf Rang 45. Trotz fünf Auftaktniederlagen setzte sich Birchs Formhoch in der folgenden Saison fort, als er bei der UK Championship die Runde der letzten 64, sowohl beim Grand Prix als auch beim Thailand Masters die Runde der letzten 32 und bei der Benson and Hedges Championship, einem Non-ranking-Turnier, das Viertelfinale erreichte. Infolgedessen verbesserte er sich auf Rang 42 der Weltrangliste und belegte somit im Folgenden den besten Weltranglistenplatz seiner Karriere.

### Weitere Jahre in den 40ern und 50ern der Weltrangliste
Während der Saison 1998/99 erspielte Birch meist nur durchschnittliche Ergebnisse, als er bei drei Turnieren sein Auftaktspiel verlor und bei vier weiteren in der Runde der letzten 64 ausschied. Lediglich bei zwei Turnieren kam er über diese Runde hinaus, wobei er bei der Snookerweltmeisterschaft in der Runde der letzten 48 – der finalen Qualifikationsrunde – gegen Matthew Stevens ausschied und in der Runde der letzten 32 des China Internationals gegen Anthony Hamilton verlor. Auf der Weltrangliste rutschte er um elf Plätze auf Rang 53 ab. Nachdem er aber in der nächsten Saison drei Auftaktspiele verloren hatte, sechs Mal in der Runde der letzten 64 ausgeschieden war und er somit lediglich beim Grand Prix mit einem Sieg über Steve Davis die Runde der letzten 32 erreichte und in dieser Ali Carter unterlag, verbesserte er sich auf der Weltrangliste auf Rang 44.
Im Laufe der Saison 2000/01 verlor Birch erneut bei fünf von neun Turnieren sein Auftaktspiel, während er bei den übrigen Turnieren lediglich ein Mal in der Runde der letzten 64 ausschied. Dafür gelang ihm sowohl bei den British Open als auch bei der UK Championship – wo er krankheitsbedingt sein Spiel nach fünf von maximal siebzehn Frames aufgab – sowie bei der Snookerweltmeisterschaft der Einzug in die Runde der letzten 48, in der er aber jeweils ausschied. Auf der Weltrangliste verschlechterte er sich dennoch um sechs Plätze auf Rang 50. Auch in der nachfolgenden Saison schied Birch zumeist spätestens in seiner zweiten Runde aus, wobei er erneut nur bei drei Turnieren über diese hinweg kam. So schied er beim Thailand Masters in der Runde der letzten 48 sowie sowohl bei den British Open als auch beim LG Cup in der Runde der letzten 32 aus. Auf der Weltrangliste konnte er sich damit auf Rang 47 verbessern.

### Letzte Profijahre
In der Saison 2002/03 konnte Birch bei nur zwei von neun Turnieren sein Auftaktspiel gewinnen, schied aber sowohl bei den British Open als auch bei der Snookerweltmeisterschaft in der Runde der letzten 48 aus. Diese Rate verschlechterte sich mit der nächsten Saison auf nur noch ein gewonnenes Auftaktspiel, wobei er auch in diesem Fall bei den European Open in der Runde der letzten 48 ausschied. Dennoch hielt er zunächst auf der Weltrangliste sein Niveau und verschlechterte sich nur um einen Platz, bevor er auf Rang 64 abstürzte.
Doch in der Saison 2004/05 gelang Birch kein einziger Sieg, sodass er nicht ein einziges Spiel gewann. Auf der Weltrangliste rutschte er auf Rang 84 ab. Dadurch verlor er nach fünfzehn Profijahren seinen Profistatus und beendete im Folgenden seine Profikarriere. Mehrere Jahre später, im Laufe der Saison 2011/12, versuchte Birch wieder sein Glück bei professionellen Turnieren, als er ohne größeren Erfolg als Amateur an mehreren Events der Players Tour Championship teilnahm.

## Erfolge
| Ausgang         | Jahr   | Turnier                                          | Finalgegner     | Ergebnis |
| --------------- | ------ | ------------------------------------------------ | --------------- | -------- |
| Amateurturniere |        |                                                  |                 |          |
| Zweiter         | 1984   | Nationale U16-Meisterschaft im English Billiards | Chris Rowntree  | 257:286  |
| Zweiter         | 1987   | English Amateur Championship – North             | Mark Rowing     | 6:8      |
| Sieger          | 1987   | IBSF U21-Snookerweltmeisterschaft                | Stefan Mazrocis | 5:1      |
| Sieger          | 1988   | Dutch Open                                       | Alex Higgins    | 6:2      |
| Zweiter         | 1988/3 | WPBSA Pro Ticket Series                          | Jason Ferguson  | 2:5      |
| Sieger          | 1989/3 | WPBSA Pro Ticket Series                          | Drew Henry      | 5:4      |
| Zweiter         | 1989   | IBSF Snookerweltmeisterschaft                    | Ken Doherty     | 2:11     |